# Unió Esportiva Tona
La Unió Esportiva Tona és una club de futbol català de la vila de Tona a Osona. Va ser fundat l'any 1956.

## Història
L'equip es va fundar l'any 1956, però, no va ser dins que l'any 1972 va començar a participar en lligues de futbol regionals de Catalunya, quan es va inscriure a Segona Regional, categoria que aleshores era el sisè nivell de la piràmide del futbol espanyol. Durant la major part de la seva història va romandre entre la 2a i la 3a regional.
L'any 2022 l'equip va aconseguir un històric l'ascens a Tercera Federació, la cinquena categoria del futbol espanyol i l'última a nivell professional, això després de ser campió del seu grup a Primera Catalana.